# Онім
Óнім (від дав.-гр. ὄνυμα — (в еолійському і дорійському діалектах) ім'я, назва) — слово, словосполучення чи речення, що слугує для виділення іменованого ним об'єкта серед інших об'єктів, його індивідуалізації та ідентифікації. Власне ім'я.
Входить до складу складних слів: антропонім, топонім, зоонім, фітонім, анемонім, хромонім, астронім, космонім, теонім, ідеонім, хрематонім, які складають різні розряди онімів.